# 雷·蒙克
雷·蒙克（Ray Monk，1957年2月15日—），是一位任教於英國南安普敦大學後分析哲學中心的教授，1992年開始任教。
其同時也是《維根斯坦傳---天才的義務》以及羅素兩本傳紀的作者。並因此贏得了約翰·盧威連·萊斯獎以及1991年的莫夫庫柏獎（Muff Cooper Prize）
其興趣是數學哲學、分析哲學的歷史以及撰寫與哲學相關的傳記。
目前正在撰寫羅伯特·奧本海默的生平傳記，預定由英國出版商喬納森海角於2008年12月出版。

## 相關著作
- Ludwig Wittgenstein: The Duty of Genius. London: Vintage, 1991.
- Bertrand Russell: The Spirit of Solitude 1872-1921. London: Vintage, 1996.
- Russell. London: Weidenfeld & Nicolson, 1997.
- Bertrand Russell: The Ghost of Madness 1921-1970. London: Vintage, 2001.
- How to Read Wittgenstein. London: Granta, 2005.

## 外部連結
- 雷·蒙克首頁 （页面存档备份，存于）